# Folketeatret
 Denne artikel bør gennemlæses af en person med fagkendskab for at sikre den faglige korrekthed.
      → Infoboksen bør efterses, da ansatte kan skifte

 Denne artikel omhandler Folketeatret i København. Opslagsordet har også en anden betydning, se Folketeatret (Århus).
Folketeatret er et dansk teater beliggende på Nørregade i København. Teatret blev grundlagt i 1857 af Hans Wilhelm Lange, hvilket gør teatret til det ældste fungerende professionelle teater i Danmark. Som tidligere leder af to andre succesfulde teatre i København, havde Lange råd og mulighed for at indrette et teater i den cirkusbygning, Aktieselskabet Kjøbenhavns Hippodrom ejede i Nørregade. Lange måtte som start dog nøjes med at opføre lystspil, operetter og folkekomedier, fordi Det Kongelige Teater havde eneret på al, i litterær forstand, betydelig dramatik helt frem til 1889. Folketeatret blev anset som almuens og middelstandens skuespilhus, hvor også børn var velkomne i modsætning til Det Kongelige Teater, hvor den siddende direktør, Johan Ludvig Heiberg, havde forbudt adgang for børn under ti år.
Teatret rummer over fire scener; Store Scenen, Hippodromen, Kvisten, og Snoreloftet, med plads til mellem 80-574 publikummer, hvor Store Scenen er den største af scenerne, og Snoreloftet den mindste.
Teatret er i sin nuværende en fusion af Folketeatret og Det Danske Teater, der fandt sted i 2007 i forbindelse med oprettelsen af Københavns Teater. Folketeatret er Danmarks største turnéteater og har en særlig national forpligtelse til at lave turnéteater, som kan sættes op på lokale teatre rundt i landet. Turnéforestillingerne produceres i Grøndal MultiCenter, hvorefter de pakkes i lastbiler og transporteres rundt i landet.
Teatret har gennem sin levetid haft adskillige direktører, hvor de mest prominente som kan nævnes er J.F.S. Dorph-Petersen (1900-1908), Thorvald Larsen (1935-1959) og Preben Harris (1971-2001), som hver især bidrog til at udvikle og forny teateret. Teatrets nuværende direktør er Mette Wolf, der har haft posten siden august 2024.

## Historie
Folketeatret blev grundlagt i efteråret 1857 af Hans Wilhelm Lange, og teatret havde sin første åbningsaften fredag den 18. september 1857. Lange havde været leder af det første københavnske privatteater, Casino, i Amaliegade og fik i 1855 ved Frederik VII's og ikke mindst grevinde Danners hjælp overladt Hofteatret på Christiansborg, hvortil han knyttede Frederik Ludvig Høedt og Michael Wiehe, som netop havde forladt Det Kongelige Teater i protest mod den siddende direktør Johan Ludvig Heibergs kompromisløse ledelse. 
Hofteatret fungerede kun i én sæson, men denne var så succesfuld, at Lange året efter havde råd til at indrette et teater i den cirkusbygning, aktieselskabet Kjøbenhavns Hippodrom ejede i Nørregade. Lange måtte som en start dog nøjes med at opføre lystspil, operetter og folkekomedier, fordi Det Kongelige Teater havde eneret på al, i litterær forstand, betydelig dramatik helt frem til 1889. 
Med Orfeus i Underverdenen indførte Lange Jacques Offenbachs operetter i Danmark, og han knyttede samtidig dramatikere som Jens Chr. Hostrup, Peter Faber og Thomas Overskou til teatret. Det blev almuens og middelstandens skuespilhus, hvor også børn var velkomne i modsætning til Det Kongelige Teater, hvor Heiberg havde forbudt adgang for børn under ti år.

## Direktører
- 1857-1873: Hans Wilhelm Lange
- 1873-1876: M.W. Brun
- 1876-1884: Robert Watt
- 1884-1900: Severin Abrahams
- 1900-1908: Jens Frederik Siegfred Dorph-Petersen
- 1903-1905: Betty Nansen, meddirektør
- 1908-1912: Johannes Nielsen
- 1912-1928: Viggo Friderichsen
- 1912-1924: Einar Christiansen, meddirektør
- 1924-1926: Axel Frische, meddirektør
- 1927-1935: Poul Gregaard, meddirektør indtil 1928
- 1935-1959: Thorvald Larsen
- 1959-1971: Bjørn Watt-Boolsen
- 1971-2001: Preben Harris
- 2001-2002: Tommy Larsen og Michael Moritzen
- 2002-2003: Henning Sprogøe, konstitueret
- 2003-2005: Klaus Bondam
- 2005-2007: Malene Schwartz
- 2007-2010: Waage Sandø
- 2010-2024: Kasper Wilton
- 2024-nu: Mette Wolf

| - Billeder - Plantegning med hovedindgangen i Nørregade 39 og gennemgang til baghuset Nørre Voldgade 50 - 1874 - Nørregade, ca. 1890 - 'Baghuset' i Nørre Voldgade |